# جوزيف إدوارد كيرتز
جوزيف إدوارد كيرتز (بالإنجليزية: Joseph Edward Kurtz)‏ هو كاهن كاثوليكي أمريكي، ولد في 18 أغسطس 1946 في ماهانوي في الولايات المتحدة.

## وصلات خارجية
- جوزيف إدوارد كيرتز على موقع إن إن دي بي (الإنجليزية)